# Canton de Courbevoie-2
Le canton de Courbevoie-2 est une circonscription électorale française située dans le département des Hauts-de-Seine et la région Île-de-France.

## Histoire
Un nouveau découpage territorial des Hauts-de-Seine entre en vigueur à l'occasion des premières élections départementales suivant le décret du 26 février 2014. Les conseillers départementaux sont, à compter de ces élections, élus au scrutin majoritaire binominal mixte. Les électeurs de chaque canton élisent au Conseil départemental, nouvelle appellation du Conseil général, deux membres de sexe différent, qui se présentent en binôme de candidats. Les conseillers départementaux sont élus pour 6 ans au scrutin binominal majoritaire à deux tours, l'accès au second tour nécessitant 12,5 % des inscrits au 1er tour. En outre la totalité des conseillers départementaux est renouvelée. Ce nouveau mode de scrutin nécessite un redécoupage des cantons dont le nombre est divisé par deux avec arrondi à l'unité impaire supérieure si ce nombre n'est pas entier impair, assorti de conditions de seuils minimaux. Dans les Hauts-de-Seine, le nombre de cantons passe ainsi de 45 à 23.
Le canton de Courbevoie-2 est créé par ce décret. Il est formé de Puteaux, commune de l'ancien canton de Puteaux et d'une fraction de commune. Il est entièrement inclus dans l'arrondissement de Nanterre. Le bureau centralisateur est situé à Courbevoie.

## Représentation
| Période élective | Période élective | Mandat | Mandat   | Identité            | Nuance | Nuance | Qualité |
| ---------------- | ---------------- | ------ | -------- | ------------------- | ------ | ------ | --- |
| 2015             | 2021             | 2015   | 2021     | Vincent Franchi     |        | LR     | Premier adjoint au maire de Puteaux Ancien conseiller général du canton de Puteaux (2011-2015) |
| 2015             | 2021             | 2015   | 2021     | Aurélie Taquillain  |        | LR     | Ancienne collaboratrice d'élus Adjointe au maire de Courbevoie |
| 2021             | 2028             | 2021   | en cours | Vincent Franchi     |        | LR     | Premier adjoint au maire de Puteaux Président du groupe de la majorité départementale (depuis 2021) Conseiller départemental délégué à la jeunesse                                                            |
| 2021             | 2028             | 2021   | en cours | Marie-Pierre Limoge |        | UDI    | Première adjointe au maire de Courbevoie 2ème Vice-présidente du conseil départemental (Economie sociale et solidaire, formation et alternance) Ancienne conseillère départementale du canton de Courbevoie-1 |

### Résultats détaillés

#### Élections de mars 2015
Lors des élections départementales de 2015, cinq binômes de candidats étaient en lice : 
- Brigitte Boumeddane (FN) et Gérard Brazon (FN) ;
- Vincent Franchi, conseiller sortant de Puteaux  (UMP) et Aurélie Taquillain (UMP) ;
- Jean-André Lasserre, conseiller sortant de Courbevoie-sud (PS) et Corinne Leroy-Burel (EELV) ;
- Khalid Ait Hamou (PCF-FDG) et Nadia Kouki (PCF-FDG) ;
- Sylvie Cancelloni (DVD) et Gilles Vincent (DVD)[4].

À l'issue du 1er tour des élections départementales de 2015, deux binômes sont en ballottage : Vincent Franchi et Aurélie Taquillain (UMP, 45,9 %) et Jean-André Lasserre et Corinne Leroy-Burel (Union de la Gauche, 22,95 %). Le taux de participation est de 46,91 % (22 662 votants sur 48 313 inscrits) contre 46,11 % au niveau départemental et 50,17 % au niveau national.
Au second tour, Vincent Franchi et Aurélie Taquillain (UMP) sont élus avec 63,7 % des suffrages exprimés et un taux de participation de 43,57 % (12 339 voix pour 21 049 votants et 48 313 inscrits).

#### Élections de juin 2021
Le premier tour des élections départementales de 2021 est marqué par un très faible taux de participation (33,26 % au niveau national). Dans le canton de Courbevoie-2, ce taux de participation est de 38,6 % (18 580 votants sur 48 138 inscrits) contre 35,09 % au niveau départemental. À l'issue de ce premier tour, deux binômes sont en ballottage : Vincent Franchi et Marie-Pierre Limoge (Union au centre et à droite, 43,73 %) et Christophe Hautbourg et Elodie Lacassagne (REM, 18,49 %).
Le second tour des élections est marqué une nouvelle fois par une abstention massive équivalente au premier tour. Les taux de participation sont de 34,36 % au niveau national, 37,05 % dans le département et 39,42 % dans le canton de Courbevoie-2. Vincent Franchi et Marie-Pierre Limoge (Union au centre et à droite) sont élus avec 62,06 % des suffrages exprimés (10 336 voix pour 18 981 votants et 48 152 inscrits),,.

## Composition
| Nom                                | Code Insee | Intercommunalité         | Superficie (km2) | Population (dernière pop. légale)                | Densité (hab./km2) | Modifier                                    |
| ---------------------------------- | ---------- | ------------------------ | ---------------- | ------------------------------------------------ | ------------------ | ------------------------------------------- |
| Courbevoie (bureau centralisateur) | 92026      | Métropole du Grand Paris | 4,17             | Fraction : 30 316 (2022) Commune : 81 945 (2022) | 19 651             | modifier les données · modifier les données |
| Puteaux                            | 92062      | Métropole du Grand Paris | 3,19             | 44 198 (2022)                                    | 13 855             | modifier les données · modifier les données |
| Canton de Courbevoie-2             | 9213       |                          |                  | 74 514 (2022)                                    |                    | modifier les données                        |

Le canton de Courbevoie-2 comprend :
1. la commune de Puteaux,
2. la partie de la commune de Courbevoie non incluse dans le canton de Courbevoie-1, soit celle située au sud d'une ligne définie par l'axe des voies et limites suivantes : depuis la limite territoriale de la commune de la Garenne-Colombes, avenue Marceau, rue de Bezons, rue de l'Abreuvoir, ligne droite dans le prolongement de la rue de l'Abreuvoir, jusqu'à la limite territoriale de la commune de Neuilly-sur-Seine.

## Démographie
En 2022, le canton comptait 74 514 habitants, en évolution de −2,37 % par rapport à 2016 (Hauts-de-Seine : +2,75 %, France hors Mayotte : +2,11 %).
| 2013   | 2018   | 2022   |
| ------ | ------ | ------ |
| 77 612 | 76 170 | 74 514 |